# Mortierella chlamydospora
Mortierella chlamydospora är en svampart som först beskrevs av Chesters, och fick sitt nu gällande namn av Plaäts-Nit. 1976. Mortierella chlamydospora ingår i släktet Mortierella och familjen Mortierellaceae.   Inga underarter finns listade i Catalogue of Life.